# Oxira pediciliata
Oxira pediciliata là một loài bướm đêm trong họ Noctuidae.